# بلدة دنمارك (ميشيغان)
دنمارك (بالإنجليزية: Denmark Township, Michigan)‏ هي بلدة تقع بولاية ميشيغان في الولايات المتحدة. تبلغ مساحتها 91.3 (كم²)، وترتفع عن سطح البحر 197 م، بلغ عدد سكانها 3249 نسمة في عام تعداد الولايات المتحدة 2000 حسب إحصاء مكتب تعداد الولايات المتحدة وتصل الكثافة السكانية فيها 35.6 نسمة/كم2.

## المجتمعات
- كان فيها مجتمع كار كورنرز في الجزء الشرقي من البلدة. وقدأنشئ في عام 1854، وكان له مكتب بريد فيها بين 1862 حتى 1900.[5]
- مفرق دنمارك، وهو موقع مع البلدة عند تقاطع السكك الحديدية على بعد 46 ميل شمالاً بين كوينكاسي وطريق برادفورد.[6]
- قرية ريس في الركن الشمالي الغربي من البلدة على طريق م81.
- ريتش فيللي وهو مجتمع صغير مدمج في الركن الجنوبي الغربي من البلدة عند تقاطع فارسار على تقاطع م15 وم46.[6]

## وصلات خارجية
- The US50 - Cities and Towns in Michigan State
- Michigan Cities and Towns, Facts, Map, Flag, Colleges, Government, and More